# Jana Fesslová
Jana Fesslová (* 13. listopadu 1976, Ústí nad Labem, Československo) je česká handicapovaná sportovkyně.

## Sportovní kariéra
V mládí hrála vrcholovou házenou, při zápase se jí stal osudový úraz páteře. Z kolektivních sportů se věnuje florbalu, je členkou klubu Unihoc Kings České Budějovice, který hraje nejvyšší soutěž floorbalové ligy vozíčkářů a který v roce 2007 vybojoval mistrovský titul. V roce 2008 s floorbalovým týmem mistrovský titul obhájila.
Z individuálních sportů se věnuje vrhačským disciplínám (koule, disk, oštěp) a plavání. Je držitelkou národních rekordů v hodu diskem a oštěpem i ve vrhu koulí. V roce 2008 vybojovala na paralympijských hrách v Pekingu bronzovou medaili v hodu diskem ve sloučené kategorii F54-56.
31. července 2010 zdolala na vozíku trasu ze Svatého Tomáše na Českokrumlovsku až na rozhlednu Vítkova kamene, nejvýše položeného hradu v Česku.
Dne 3. ledna 2010 získala cenu pro nejúspěšnějšího handicapovaného sportovce Jihočeského kraje.
Ze vzorků moči z mistrovství České republiky dne 27. června 2010 zjistil Antidopingový výbor České republiky, že byl v těle Jany Fesslové nalezen zakázaný morfin, kvůli čemuž jí byla od 4. srpna 2010 zastavena sportovní činnost na tři měsíce.
Od května 2011 byla Fesslová vyšetřována kvůli podezření z podvodu, v prosinci 2011 ji začala policie stíhat, neboť měla pod falešnými záminkami vylákat od důvěřivých lidí minimálně 100 tisíc korun.

## Publikace
- s Hynkem Klimkem: Přece nechcípnu jen tak. Plejáda, Plzeň 2010, ISBN 978-80-87374-51-1.